# Anna Karolína Schmiedlová
Anna Karolína Schmiedlová (ur. 13 września 1994 w Koszycach) – słowacka tenisistka, reprezentantka kraju w Pucharze Billie Jean King.

## Kariera tenisowa

### Kariera juniorska
Starty na kortach rozpoczęła w 2008 roku, w wieku trzynastu lat. W 2010 roku wzięła udział w kwalifikacjach do juniorskich rozgrywek wielkoszlemowego Roland Garros w grze pojedynczej dziewcząt, ale odpadła już w pierwszej rundzie. Jeszcze tego samego roku, dzięki odniesionym sukcesom, zagrała od razu w turnieju głównym innego turnieju wielkoszlemowego, US Open, ale i tym razem odpadła po pierwszej rundzie, przegrywając z Laurą Robson. W 2011 roku, w Australian Open, dotarła do ćwierćfinałów gry pojedynczej i podwójnej dziewcząt. Największy sukces osiągnęła w 2012 roku na turnieju Roland Garros osiągając finał gry pojedynczej, w którym spotkała się z Niemką, Anniką Beck.

### Kariera seniorska
Rozgrywki w turniejach seniorskich rozpoczęła w czerwcu 2010 roku, biorąc udział bez powodzenia w kwalifikacjach do turnieju ITF w Bratysławie. W lipcu, z dziką kartą, zagrała w turnieju głównym w Pieszczanach, gdzie dotarła do drugiej rundy, pokonując w pierwszej Katarzynę Kawę. W czerwcu 2011 roku, na turnieju w Izmirze, osiągnęła po raz pierwszy finał gry podwójnej (w parze z Bułgarką Aleksandriną Najdenową), a w październiku wygrała swój pierwszy turniej singlowy, w Erywaniu. W sumie wygrała dziewięć turniejów singlowych rangi ITF.
W sezonie 2015 awansowała do pierwszego finału zawodów singlowych WTA Tour – w Rio de Janeiro przegrała w ostatnim meczu z Sarą Errani 6:7(2), 1:6. Dwa miesiące później w Katowicach zdobyła pierwszy tytuł. W spotkaniu finałowym pokonała inną Włoszkę Camilę Giorgi wynikiem 6:4, 6:3. W lipcu w Bukareszcie zrewanżowała się Errani, wygrywając z nią w finale 7:6(3), 6:3.
Na igrzyskach olimpijskich w Paryżu zajęła czwarte miejsce w singlu kobiet, przegrywając półfinał z Donną Vekić i w meczu o brązowy medal z Igą Świątek.

## Finały turniejów WTA
| Legenda                     | Legenda |
| --------------------------- | ------- |
| Wielki Szlem                |         |
| Igrzyska olimpijskie        |         |
| WTA Tour Championships      |         |
| 2009 – 2020                 |         |
| WTA Premier Mandatory       |         |
| WTA Premier 5               |         |
| WTA Premier                 |         |
| WTA International Series    |         |
| WTA 125K series (2012–2020) |         |
| od 2021                     |         |
| WTA 1000 (obowiązkowe)      |         |
| WTA 1000 (nieobowiązkowe)   |         |
| WTA 500                     |         |
| WTA 250                     |         |
| WTA 125                     |         |

### Gra pojedyncza 5 (3–2)
| Końcowy wynik | Nr | Data             | Turniej        | Nawierzchnia  | Przeciwniczka     | Wynik finału |
| ------------- | -- | ---------------- | -------------- | ------------- | ----------------- | ------------ |
| Finalistka    | 1. | 22 lutego 2015   | Rio de Janeiro | Ceglana       | Sara Errani       | 6:7(2), 1:6  |
| Zwyciężczyni  | 1. | 12 kwietnia 2015 | Katowice       | Twarda (hala) | Camila Giorgi     | 6:4, 6:3     |
| Zwyciężczyni  | 2. | 19 lipca 2015    | Bukareszt      | Ceglana       | Sara Errani       | 7:6(3), 6:3  |
| Zwyciężczyni  | 3. | 15 kwietnia 2018 | Bogota         | Ceglana       | Lara Arruabarrena | 6:2, 6:4     |
| Finalistka    | 2. | 12 stycznia 2019 | Hobart         | Twarda        | Sofia Kenin       | 3:6, 0:6     |

## Finały turniejów WTA 125

### Gra pojedyncza 3 (2–1)
| Końcowy wynik | Nr | Data             | Turniej | Nawierzchnia | Przeciwniczka | Wynik finału  |
| ------------- | -- | ---------------- | ------- | ------------ | ------------- | ------------- |
| Zwyciężczyni  | 1. | 1 sierpnia 2021  | Belgrad | Ceglana      | Arantxa Rus   | 6:3, 6:3      |
| Finalistka    | 1. | 23 września 2023 | Parma   | Ceglana      | Ana Bogdan    | 5:7, 1:6      |
| Zwyciężczyni  | 2. | 18 maja 2024     | Parma   | Ceglana      | Majar Szarif  | 7:5, 2:6, 6:4 |

## Wygrane turnieje rangi ITF
| turnieje z pulą nagród 100 000 $         |
| turnieje z pulą nagród 75 000 – 80 000 $ |
| turnieje z pulą nagród 50 000 – 60 000 $ |
| turnieje z pulą nagród 25 000 $          |
| turnieje z pulą nagród 15 000 $          |
| turnieje z pulą nagród 10 000 $          |

### Gra pojedyncza
|     | Data       | Turniej       | Pula ($) | Nawierzchnia | Finalistka                 | Wynik         |
| 1.  | 15/10/2011 | Erywań        | 10 000   | Ceglana      | Tatia Mikadze              | 6:4, 6:3      |
| 2.  | 01/04/2012 | Antalya       | 10 000   | Twarda       | Anna-Lena Friedsam         | 7:6, 6:4      |
| 3.  | 08/04/2012 | Antalya       | 10 000   | Twarda       | Anna-Lena Friedsam         | 7:5, 6:2      |
| 4.  | 13/05/2012 | Bad Saarow    | 10 000   | Ceglana      | Kateřina Vaňková           | 6:1, 6:3      |
| 5.  | 26/05/2012 | Brescia       | 25 000   | Ceglana      | Beatriz García Vidagany    | 6:3, 6:2      |
| 6.  | 04/11/2012 | Netanja       | 25 000   | Twarda       | Stephanie Vogt             | 0:6, 6:3, 6:4 |
| 7.  | 05/05/2013 | Civitavecchia | 25 000   | Ceglana      | Magda Linette              | 6:0, 6:1      |
| 8.  | 30/03/2014 | Osprey        | 50 000   | Ceglana      | Marina Erakovic            | 6:2, 6:3      |
| 9.  | 11/05/2014 | Trnawa        | 75 000   | Ceglana      | Barbora Záhlavová-Strýcová | 6:4, 6:2      |
| 10. | 04/06/2017 | Grado         | 25 000   | Ceglana      | Martina Trevisan           | 2:6, 6:2, 6:4 |
| 11. | 11/06/2017 | Stare Splavy  | 25 000   | Ceglana      | Wiera Łapko                | 6:4, 7:5      |
| 12. | 29/10/2017 | Macon         | 80 000   | Twarda       | Victoria Duval             | 6:4, 6:1      |

## Występy w igrzyskach olimpijskich

### Gra pojedyncza
| Runda                                                                             | Przeciwniczka                      | Wynik         |
| --------------------------------------------------------------------------------- | ---------------------------------- | ------------- |
|                                                                                   |                                    |               |
| Letnie Igrzyska Olimpijskie w Rio de Janeiro 2016, reprezentując państwo Słowacja |                                    |               |
| I runda                                                                           | Włochy: Roberta Vinci [7]          | 7:5, 6:4      |
| II runda                                                                          | Rosja: Jekatierina Makarowa        | 6:3, 4:6, 2:6 |
| Letnie Igrzyska Olimpijskie w Paryżu 2024, reprezentując państwo Słowacja [ITF]   |                                    |               |
| I runda                                                                           | Wielka Brytania: Katie Boulter     | 6:4, 6:2      |
| II runda                                                                          | Brazylia: Beatriz Haddad Maia [14] | 6:4, 6:4      |
| III runda                                                                         | Włochy: Jasmine Paolini [4]        | 7:5, 3:6, 7:5 |
| Ćwierćfinał                                                                       | Czechy: Barbora Krejčíková [9]     | 6:4, 6:2      |
| Półfinał                                                                          | Chorwacja: Donna Vekić [13]        | 4:6, 0:6      |
| O brązowy medal                                                                   | Polska: Iga Świątek [1]            | 2:6, 1:6      |

## Finały juniorskich turniejów wielkoszlemowych

### Gra pojedyncza (1)
| Końcowy wynik | Rok  | Turniej     | Nawierzchnia | Przeciwniczka | Wynik finału  |
| Finalistka    | 2012 | French Open | Ceglana      | Annika Beck   | 6:3, 5:7, 3:6 |